# Predrag Drezga
Predrag Drezga - Dodo, (1943.? - 1969.) je rano preminuli zagrebački rock bubnjar, u vrijeme ranog rock and rola 1960-ih. Svirao je u tadašnjim prvim i najznačajnijim rock sastavima; Mladima, Robotima, Sjenama i Bijelim strijelama ali i u vrlo kvalitetnim ad hock jazz sastavima (okupljenih oko dobrog angažmana). Bio je dosta tražen, pa je često mijenjao ne samo sastave, već i zemlje gdje je nastupao.
Poginuo je 1969. u dvorištu američke baze u Njemačkoj.